# Беннетт (озеро, Канада)
Бе́ннетт (англ. Bennett) — озеро в Канаде на территории провинции Британская Колумбия и территории Юкон. Высота над уровнем моря — 642 м.

## Описание
Бо́льшая часть озера находится в Юконе, меньшая — в Британской Колумбии. Имеет Y-образную форму. На берегу озера располагаются город Каркросс и город-призрак Беннетт.
Озеро было названо в 1883 году офицером армии США, путешественником и исследователем Фредериком Сваткой в честь Джеймса Беннетта, издателя газеты New York Herald, который спонсировал его экспедицию.
Озеро являлось важным пунктом во время Клондайкской золотой лихорадки: сюда прибывали старатели из Скагуэя, Уайтхорса, около озера были освоены горные перевалы Уайт и Чилкут, вдоль озера была проложена железная дорога White Pass and Yukon Railway.